# Politikens filmjournal 098
|  | Denne artikel er oprettet af botten Steenthbot ud fra en ekstern database. Den kan derfor have sproglige fejl eller mangler. Denne skabelon kan fjernes efter kontrol af indholdet. |

Politikens filmjournal 098 er en dansk dokumentarisk optagelse fra 1951.

## Handling
1) Russiske Yakov Malik taler i FN om en afslutning af krigen i Korea.

2) USA: Mindehøjtidelighed for general Arnold. Præsident Truman holder tale.

3) Dyrskue på Bellahøj. Overborgmester H.P. Sørensen byder velkommen.

4) USA: Verdens længste oceandamper, M/S "United States", søsættes.

5) Walt Disney ankommer med familien til Kastrup lufthavn.

6) Tyskland: Hund og egern er bedste venner.

7) Dansk Trav-derby 1951. 30.000 tilskuere ser "Minus" med Arnold Jensen vinde derbyet på Charlottenlund Travbane.

8) Dramatisk boksekamp i Berlin. Sugar Ray Robinson slår tyske Gerhard Hecht i gulvet, men kampen afbrydes, og Robinson må forlade stadion under politibeskyttelse.

## Medvirkende
- Walt Disney